# Cselej
Cselej (szlovákul: Čeľovce) község Szlovákiában, a Kassai kerület Tőketerebesi járásában.

## Fekvése
Tőketerebestől 9 km-re nyugatra, a Helmec-patak bal partján fekszik.

## Története
A község területén már az újkőkorban és a bronzkorban is éltek emberek, ezt bizonyítják azok a gazdag leletek, melyeket 1897-ben és 1939-ben találtak a falu határában.
A község első írásos említése „villa Chele” néven 1309-ből származik. 1342-ben „Chelye”, 1349-ben „Kyschelej”, 1405-ben „Chele ultraque” néven szerepel az írott forrásokban. 1349 és 1467 között két falu, Kis- és Nagycselej volt a helyén, ezek később egyesültek. A helyi nemes Cseley család birtokolta, akik a 20. századig voltak a falu urai. A falu legrégibb temploma 1654-ben épült. 1715-ben 8 háztartása létezett. 1730 és 1734 között épült fel fából a mai római katolikus templom elődje, melyet 1802-ben kőtemplommá építettek át. 1787-ben a falu 64 házában 524 lakos élt.
A 18. század végén Vályi András így ír róla: „CSELEJ. Magyar, és tót falu Zemplén Vármegyében, birtokosa Kolosy Uraság, lakosai többnyire katolikusok, fekszik közel Egres faluhoz, Terebeshez pedig fél mértföldnyire, délre erdős helyen, földgye jó termékenységű, ha jól miveltetik, és trágyáztatik, egy patakotskája is van, malma helyben, szép termő réttyei kövérek, első Osztálybéli.”
1828-ban 84 háza volt 608 lakossal, akik főként mezőgazdaságból éltek. Lakói részt vettek az 1831-es koleralázadásban.
Fényes Elek 1851-ben kiadott geográfiai szótárában így ír a faluról: „Cselej, orosz-tót-magyar falu, Zemplén vgyében, Tőke-Terebeshez 1 1/4 mfdnyire: 213 r., 305 g. kath., 4 evang., 84 ref., 34 zsidó lak. Gör. kath.- és ref. szentegyház. Szántóföldje 1206 hold, s elég termékeny. Erdő. F. u. Kolosy, Püspöky, Szmrinik, Bideskúthy, Ecsedy, s m. Ut. p. Velejte.”
1880 és 1890 között sok lakosa kivándorolt. Borovszky Samu monográfiasorozatának Zemplén vármegyét tárgyaló része szerint: „Cselej, a Helmecz-patak mellett fekvő kisközség, 107 házzal és 752 lakossal, kiknek nagyobb része tótajkú és gör. kath. vallású. A Cseley család fészke és innen vette előnevét a Cselei Makó család is. 1400-ban az Isépi család a földesura, de öt évvel később, a mikor két Cselej szerepel, az Isépiekkel együtt a Cseley és a Dobi család is ilyenekül van említve. 1424-ben Cseley Anna és Barbel (Borbély) János, 1425-ben Ricsei Ambrus és Beke Márton, 1470-ben Monoszlói Csupor Miklós és Perényi István szerepelnek birtokosaiul. 1524-ben Solmár Györgyöt iktatják egyes részeibe és 1564-ben Zeremy Jánost. 1570-ben Horváth alias Polyacsinszky Anna, Derencsényi Pál és Zoláthy Benedek kapnak itt részbirtokokat, később meg Hagymásy Kelemen, Cseley György és Haraszty László is, 1582-ben pedig Ferenczy István. Az 1598-iki összeírás kilencz birtokosát említi, ú. m. Szabó Andrást, Vendéghy Pétert, Cseley János özvegyét, Lipót Boldizsár özvegyét, Horváth Mátyást és Istvánt, Lelkes Lászlót, Pozsgay Istvánt és Farkas Andrást. 1610-ben Zegedy Jánost iktatják egy rész birtokába. Azután merülnek fel a Kolosyak és 1774-ben Kolosy Imrének, a Balthazár családnak, Ecsedy Dávidnak, Kereszthy Pálnak és Püspöky Pálnak van itt birtoka. A XIX. század elején az Oroszy, Kolosy, Szenczy, Vislay, Hutka, Brigánt, Püspöky, Pilissy, Lipthay, Ecsedy, Bydeskúthy, Vladár, Bodnár, Berczik és Keresztes családok kezében van; most pedig Cseley Lajos a legnagyobb birtokosa, kinek itt úri laka is van, melyet a mostani tulajdonos atyja 1849-ben építtetett. 1831-ben és 1873-ban kolera-járvány dühöngött a községben. A faluban levő három templom közül a róm. kath. 1802-ben, a gör. kath. 1789-ben és a református 1877-ben épült. Ide tartoznak Cselej és Uj-tanya, Veres-major, Zubrina és Horka malmok. Cselej környékén feküdt hajdan Bágya község is, melyet a XV. századbeli oklevelek Al-Batthya, Felbagya és Felsebatya, vagyis Alsó- és Felső-Bágya alakban említenek. XV. századbeli birtokosai az Isépi, Cseley és Dobi családok; de azután nyoma vész. Cselej község postája Pelejte, távírója és vasúti állomása Upor.”
1920-ig Zemplén vármegye Gálszécsi járásához tartozott.

## Népessége
| Év:            | 1994. | 2004.   | 2014.   | 2024.   |
| -------------- | ----- | ------- | ------- | ------- |
| Emberek száma: | 487   | 526     | 559     | 551     |
| Eltérés:       |       | +8,00 % | +6,27 % | -1,43 % |

| Év:            | 2023. | 2024.   |
| -------------- | ----- | ------- |
| Emberek száma: | 562   | 551     |
| Eltérés:       |       | -1,95 % |

1910-ben 712-en, többségében szlovák anyanyelvűek lakták, jelentős magyar kisebbséggel.
2001-ben 538 lakosából 530 szlovák volt.
2011-ben 540 lakosából 498 szlovák volt.
2021-ben 550 lakosából 493 szlovák, 9 cigány, 4 magyar (0,73%), 44 ismeretlen nemzetiségű volt.

## Nevezetességei
- Szent Anna tiszteletére szentelt, római katolikus temploma 1802-ben épült, 1925 és 1928 között renoválták. Oltárképét 1893-ban festették.
- Görögkatolikus temploma 1789-ben készült a korábbi, 1733-ban épített fatemplom helyett.
- Református temploma 1877-ben épült.
- Klasszicista kúria a 19. század első feléből.

## Híres emberek
- Innen vette nevét a Cseley család, melynek a 14. századtól voltak jelentős birtokai főként Zemplén vármegyében. Cseley János 1436-ban a vármegye alispánja volt, a család a 15. század végén kihalt.
- Itt született 1866. november 29-én Sarudy György író, műfordító, tanár. Klasszika-filológiával, valamint Rákóczi Ferenc korával is foglalkozott. A fejedelem hatkötetnyi emlékiratait franciából magyarra fordította. A magyar helységnevek eredetét is kutatta.
- Itt született 1868-ban Cseley József grafikusművész, rajztanár.